# Aleksander Rokosa
Aleksander Rokosa (ur. 17 lipca 1936 w Brzezinach Śląskich, obecnie dzielnicy Piekar Śląskich, zm. 22 lipca 2000 roku w wieku 64 lat we Wrocławiu i tam w dniu 26 lipca 2000 roku na cmentarzu Grabiszyńskim został pochowany) – polski gimnastyk, trener, olimpijczyk z Rzymu 1960, Tokio 1964 i Meksyku 1968.

## Kariera

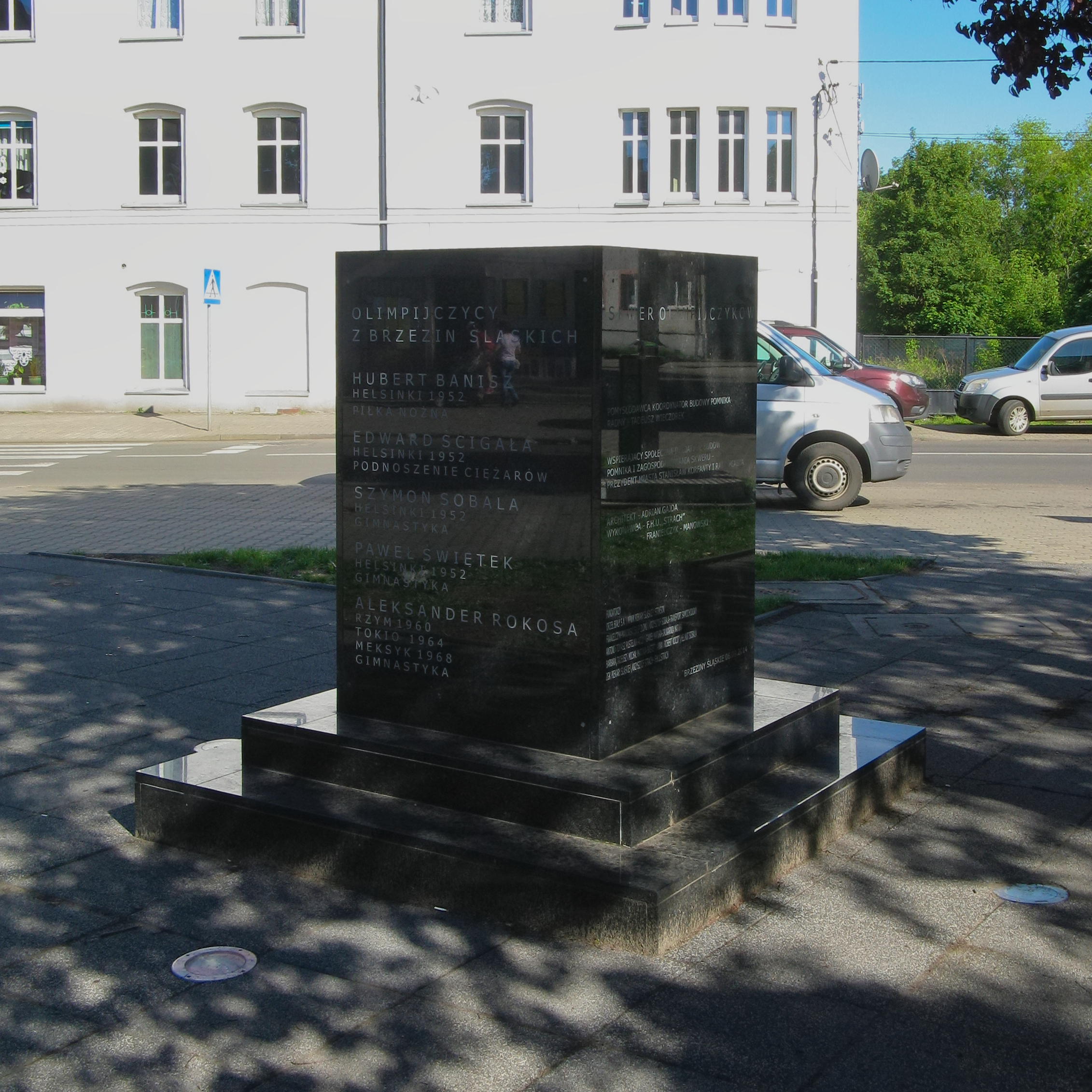
Pomnik olimpijczyków z Brzezin Śląskich w Piekarach Śląskich, upamiętniający m.in. Aleksandra Rokosę (2018)

Zawodnik klubów: GKS Orzeł Brzeziny Śląskie w latach 1950–1956, WKS Śląsk Wrocław w latach 1956–1960, Górnika Zabrze w latach 1960–1961 i Gwardii Warszawa w latach 1962–1969.
Uczestnik mistrzostw świata w latach:
- 1958 – 5. miejsce w wieloboju drużynowym i 65. miejsce w wieloboju indywidualnym,
- 1962 – 13. miejsce w wieloboju drużynowym i 49. miejsce w wieloboju indywidualnym,
- 1966 – 5. miejsce w wieloboju drużynowym i 54. miejsce w wieloboju indywidualnym.

Uczestnik mistrzostw Europy w roku 1961 podczas których zajął 10. miejsce w wieloboju indywidualnym oraz w roku 1963, gdzie zajął 11. miejsce w wieloboju indywidualnym. 
Wielokrotny mistrz Polski w:
- wieloboju indywidualnym w latach 1960, 1962
- ćwiczeniach na koniu z łękami w latach 1960, 1962
- ćwiczeniach wolnych w latach 1960, 1963
- ćwiczeniach na drążku w latach 1963–1964
- ćwiczeniach na kółkach w roku 1962
- ćwiczeniach na poręczach w latach 1960, 1962
- skoku przez konia w roku 1960

Trzykrotny uczestnik igrzysk olimpijskich podczas których zajmował:
- w roku 1960
  - 10. miejsce w wieloboju drużynowym
  - 35. miejsce w ćwiczeniach na poręczach
  - 36. miejsce w ćwiczeniach na kółkach
  - 52. miejsce w ćwiczeniach wolnych
  - 74. miejsce w wieloboju indywidualnym
  - 80. miejsce w ćwiczeniach na koniu z łękami
  - 93. miejsce w ćwiczeniach na drążku
  - 112. miejsce w skoku przez konia
- w roku 1964
  - 5. miejsce w wieloboju drużynowym
  - 18. miejsce w ćwiczeniach wolnych
  - 25. miejsce w wieloboju indywidualnym
  - 27. miejsce w ćwiczeniach na kółkach
  - 30. miejsce w ćwiczeniach na poręczach
  - 31. miejsce w ćwiczeniach na drążku
  - 42. miejsce w skoku przez konia
  - 67. miejsce w ćwiczeniach na koniu z łękami
- w roku 1968
  - 5. miejsce w wieloboju drużynowym
  - 30. miejsce w skoku przez konia
  - 32. miejsce w ćwiczeniach na kółkach
  - 44. miejsce w wieloboju indywidualnym
  - 52. miejsce w ćwiczeniach wolnych
  - 55. miejsce w ćwiczeniach na poręczach
  - 58. miejsce w ćwiczeniach na drążku
  - 59. miejsce w ćwiczeniach na koniu z łękami